# Bolo
Pour les articles homonymes, voir Bolo (homonymie).

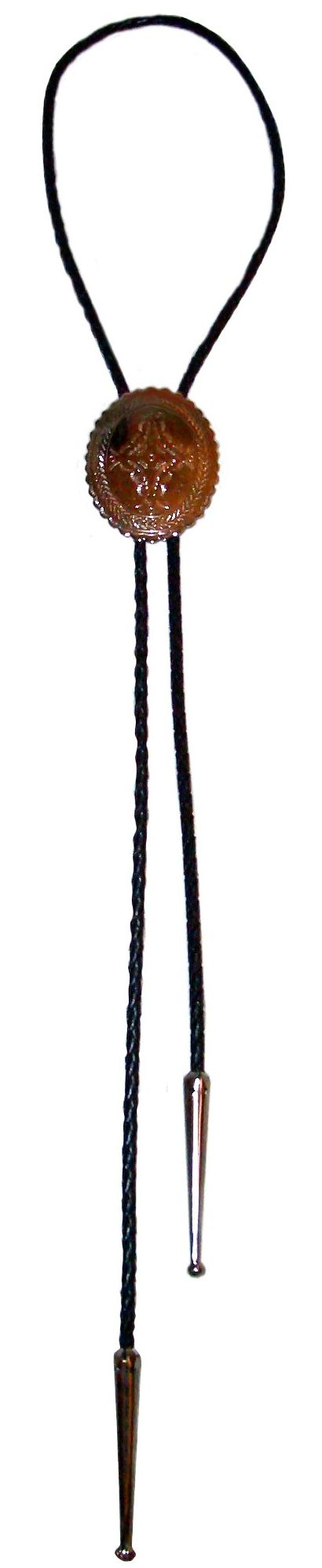

Le bolo ou bolo tie, également appelé cravate texane, est une sorte de cravate généralement associée avec l'habit traditionnel du cow-boy ; il consiste en une corde attachée par une barre ou une agrafe ornementale. Le bolo a été inventé par Vic Cedarstaff à Wickenburg en Arizona et reçut, par la suite, un brevet. Il est, depuis 1971, la cravate officielle de cet État. Aux États-Unis, le bolo est surtout populaire dans les années 1950. De nos jours, il y est porté essentiellement dans les États de l'ouest du pays.[réf. nécessaire]